# Neosothes
Neosothes is een monotypisch geslacht van kevers uit de familie van de klopkevers (Anobiidae).

## Soort
- Neosothes bicarinatus White, 1967